# Polystichtis
Polystichtis is een geslacht van vlinders van de familie prachtvlinders (Riodinidae), uit de onderfamilie Riodininae.

## Soorten
- P. andraemon Stichel, 1910
- P. antanitis (Hewitson, 1874)
- P. apotheta (Bates, 1868)
- P. arachne Stichel, 1911
- P. argenissa (Stoll, 1790)
- P. asteria Stichel, 1911
- P. byzeres (Hewitson, 1872)
- P. caligata Stichel, 1911
- P. candace (Druce, 1904)
- P. cerealis (Hewitson, 1863)
- P. cilissa (Hewitson, 1863)
- P. emylius (Cramer, 1775)
- P. eupolemia (Godart, 1824)
- P. fannia (Godman, 1903)
- P. flegia (Fabricius, 1787)
- P. flora (Staudinger, 1888)
- P. idmon (Godman & Salvin, 1889)
- P. laobates (Hewitson, 1875)
- P. latona (Hewitson, 1853)

- P. luceres (Hewitson, 1870)
- P. lucetia Hübner, 1821
- P. lucianus (Fabricius, 1793)
- P. lyncestes (Hewitson, 1847)
- P. maeon (Godman, 1903)
- P. maeonoides (Godman, 1903)
- P. martia (Godman, 1903)
- P. martialis (Felder, 1865)
- P. nepioides (Butler, 1867)
- P. parthaon (Dalman, 1823)
- P. pelarge (Godman & Salvin, 1878)
- P. phoronis (Doubleday, 1847)
- P. pione (Bates, 1868)
- P. rhodope (Hewitson, 1853)
- P. rubrica Stichel, 1929
- P. separata Lathy, 1932
- P. zeanger (Stoll, 1791)
- P. zeurippa (Boisduval, 1836)